# ام الكردان (أم الڭردان)
ام الكردان هي إحدى مشيخات المملكة المغربية، تتبع جغرافيا لإقليم طاطا وإداريًا لأم الڭردان. يقدر عدد سكانها بـ 807 نسمة حسب الإحصاء الرسمي للسكان والسكنى لسنة 2004.